# Liste der Stolpersteine in Lilienthal
Die Liste der Stolpersteine in Lilienthal enthält alle Stolpersteine im Landkreis Osterholz, die im Rahmen des gleichnamigen Kunst-Projekts Stolpersteine von Gunter Demnig in Lilienthal verlegt wurden. Mit ihnen soll der Opfer des Nationalsozialismus gedacht werden, die in Lilienthal lebten und wirkten. Bei einer Verlegung im April 2006 wurden zwei Stolpersteine verlegt.

## Liste der Stolpersteine
| Name        | Vorname(n) | Verlegungsort  | Verlegungsdatum und Koordinaten | Inschrift                                                                                            | Bild               |
| ----------- | ---------- | -------------- | ------------------------------- | --- | ------------------ |
| Frank       | Julius     | Hauptstr. 44   | 7. April 2014                   | Hier wohnte Julius Frank JG.1907 Flucht 1936 USA Überlebt                                            |                    |
| Frank       | Ludwig     | Hauptstr. 44   | 7. April 2014                   | Hier wohnte Ludwig Frank JG.1900 Inhaftiert 1938 KZ Oranienburg Kanada Überlebt                      | siehe Julius Frank |
| Grützmacher | Ursula     | Konventshof 12 | 19. April 2024                  | Hier wohnte Ursula Grützmacher JG.1939 Eingewiesen 13.1.1944 Heilanstalt Lüneburg Ermordet 19.4.1944 |                    |

## Verlegungen
- 18. April 2006: zwei Stolpersteine an einer Adresse.
- 07. April 2014: Auf Grund von Bauarbeiten einer neuen Straßenbahnlinie waren die beiden Steine vier Jahre bis zur Neuverlegung eingelagert worden.[1]
- 19. April 2024: Verlegung des Stolpersteins für Ursula Grützmacher durch Schülerinnen und Schüler des Gymnasiums Lilienthal im Rahmen einer Feierstunde im Konventshaus mit etwa 100 Teilnehmenden